# Даниел Еструмса
Даниел Еструмса (фамилията се среща в многообразие от форми като Иструса, Иструмица и други, на ладино: Daniel Estrumsa) е еврейски духовник (равин) и талмудист от Османската империя.

## Биография
Даниел Еструмса е роден в Струмица, тогава в Османската империя. Ученик е на равин Мордехай Калай. Става равин и дълги години е начело на Солунската равинска академия, която е към Португалската синагога. Автор е на проповеди и отговори на зададени му въпроси. За времето си е запознат добре със световните науки, доколкото са достъпни в този период в Османската империя. Написва последния отговор на зададен му въпрос в 1653 година. Умира в следващата година в Солун, тогава в Османската империя.
В 1753 година внукът му Даниел бен Исак Еструмса отпечатва в Солун в един том отговорите на дядо си в Солун под името Magen Gibborim.
От академията на Еструмса излизат много известни източни равини, сред които и Давид Конфорте.